# Burgstall Blankeneck
Der Burgstall Blankeneck, auch Alter Wallgraben genannt, ist eine abgegangene mittelalterliche Burganlage bei Kemlas an der bayerisch-thüringischen Grenze auf einem vom Berg Blankeneck in das Tal der Saale ragenden Bergsporn.

## Geographische Lage
Der Burgstall befindet sich auf dem Gebiet der oberfränkischen Gemeinde Issigau im Gemeindeteil Kemlas. Er liegt rund 2300 Meter nördlich der Evangelisch-Lutherischen Simon-und-Judas-Pfarrkirche. Die einstige Spornburg liegt auf 545 m ü. NHN am Nordteil eines etwa 120 Höhenmeter über dem Tal der Saale liegenden Bergrückens, der sich von seinem höchsten Punkt mit 579 m ü. NHN Höhe von Süden nach Nordnordost erstreckt. Der Berg Blankeneck fällt nach Norden und Nordosten sehr steil zur Saale ab, ebenso nach Westen zu einem Seitental des Kemlasbaches. An der Süd- und Südostseite ist der Höhenunterschied des Geländes weniger groß und steil abfallend. Die Stelle der früheren Burg im Nordosten ist durch einen wenige Meter tieferliegenden Sattel vom restlichen Berg etwas abgesetzt.

## Beschreibung
Die möglicherweise aufgeschüttete ovale Kernfläche der Burg erstreckte sich von Norden nach Süden und misst etwa 35 mal 24 Meter. Um die Oberfläche dieses Kernhügels zieht sich ein, heute allerdings stark gestörter Wall, der stellenweise noch bis zu einem Meter hoch und etwa zwei Meter breit ist. An der West-, Süd- und Ostseite wird der Kernhügel von einem hufeisenförmig verlaufenden Wall umzogen, an seiner Innenseite wurde ein Graben eingetieft. Dieser Wall ist von der Außenseite noch rund 1,2 Meter hoch und fällt drei Meter tief zum Graben ab, dessen Breite noch zehn Meter beträgt. Nördlich des Burghügels wurde noch zwischen ihm und dem Steilabfall zum Tal ein zusätzlicher Abschnittswall mit flachem Innengraben angelegt, seine Enden biegen leicht nach Süden um, und enden im hufeisenförmigen Hauptgraben. Dieser Wall ist noch einen Meter hoch und zwei Meter breit. Heute sind keine Fundament- oder sonstige Baureste mehr erhalten. Die Stelle ist heute als Bodendenkmal Nummer D-4-5636-0005: Mittelalterlicher Burgstall und vorgeschichtliche Höhensiedlung geschützt.

## Geschichte
Über diese Burg sind keine geschichtlichen oder archäologischen Informationen bekannt, Funde, die die Anlage datieren könnten, fehlen bislang. Sie wird grob auf mittelalterliche Zeitstellung datiert. Spuren und Schlackefunde auf halber Höhe des Berges deuten auf Bergbautätigkeit hin, wahrscheinlich diente die Saale zum Transport von Materialien oder Gütern. Es besteht die Theorie, dass sich dort ein mittelalterlicher Hafen befand. In der Bayerischen Uraufnahme ist noch ein entsprechender Kanal parallel zum Flusslauf zu erkennen. Als Grenzbefestigung kann die Burg ein Gegengewicht zur Burg Blankenberg dargestellt haben.